# João Saldanha
João Alves Jobin Saldanha (Alegrete, 3 de julio de 1917-Roma, 12 de julio de 1990) fue un periodista y entrenador de fútbol  brasileño. Dirigió la selección de fútbol de Brasil durante las eliminatorias sudamericanas para la Copa Mundial de Fútbol de 1970.
Fue apodado «João Sem Medo» y jugó como futbolista en el Botafogo. Luego entró en el periodismo y se convirtió en uno de los escritores más prolíficos del deporte de Brasil. A menudo criticado por jugadores y directivos, fue miembro del Partido Comunista de Brasil.
En 1957, Botafogo lo nombró entrenador, a pesar de su falta de experiencia administrativa. El club ganó el campeonato estadual de Río de Janeiro de esa temporada, pero Saldanha renunció en 1959 En 1969, fue nombrado para hacerse cargo de la selección nacional, siendo reemplazado por Mário Zagallo ya que no quería llevar a Pelé a México. Se dijo que el presidente de la federación de fútbol, João Havelange, lo nombró con la esperanza de que los periodistas fueran menos críticos con la selección nacional si uno de ellos la dirigía
Cuando fue criticado públicamente por Dorival Yustrich, el entrenador de Flamengo, respondió al confrontarlo, mientras blandía un revólver.
Se decía que había caído en desgracia a causa de su falta de voluntad para seleccionar jugadores que eran favoritos personales del presidente de facto Emilio Garrastazu Médici, en particular, el delantero Darío de Atlético Mineiro. Saldanha , después de que le dijeron que al presidente Médici le complacería ver a Darío en el equipo, respondió que " bueno, yo también tengo algunas sugerencias para dar en las opciones del ministerio del Presidente ". La gota que colmó el vaso fue cuando su ayudante renunció, aduciendo que con Saldanha era imposible trabajar.
En 1990, aun enfermo y postrado en silla de ruedas, viajó a Italia para hacer su último trabajo de periodista durante la Copa Mundial de Fútbol de 1990 y poco tiempo después del máximo evento murió en Roma.